# Melden E. Smith
Melden E. Smith Jr. (* 28. August 1930 in Greenfield, Massachusetts; † 16. Dezember 2007 in Hyannis, Massachusetts) war ein US-amerikanischer Pilot und Historiker.
Der Sohn von Maria L. Allen erwarb seinen Bachelor an der Hebron Academy (1945–1949) in Hebron (Maine), 1964 seinen Master of Arts an der Brown University und 1971 an der Boston University (1965–1967) seinen Ph.D. in Geschichte. 
Zwischen 1962 und 1990 diente er bei der US Air Force als Navigator und Pilot des Strategic Air Command. Er erwarb Abschlüsse am Air Force Command and General Staff College und dem Air War College. 
25 Jahre lang unterrichtete er an der Littleton High School in Colorado und der Suffield Academy. 
Er war der erste amerikanische Historiker, der in der DDR, im Zusammenhang mit der Bombardierung Dresdens, Archivrecherchen und Interviews durchführen konnte. 

## Werke
- The bombing of Dresden reconsidered: a study in wartime decision making; Boston University, 1971[1]
- The Strategic Bombing Debate: The Second World War and Vietnam; In: Journal of Contemporary History; 1977[2]

## Belege
1. ↑  http://gateway-bayern.de/BV017039882
2. ↑  matnyc-post1945-2013.wikispaces.com (Memento vom 27. März 2013 auf WebCite)

| Personendaten    | Personendaten             |
| ---------------- | ------------------------- |
| NAME             | Smith, Melden E.          |
| ALTERNATIVNAMEN  | Smith, Melden E. junior   |
| KURZBESCHREIBUNG | US-amerikanischer Pilot   |
| GEBURTSDATUM     | 28. August 1930           |
| GEBURTSORT       | Greenfield, Massachusetts |
| STERBEDATUM      | 16. Dezember 2007         |
| STERBEORT        | Hyannis, Massachusetts    |